# Мельников Роман Юхимович
Роман Юхимович Мельников (17 листопада 1908, село Синічино Московської губернії, тепер Можайського району Московської області, Російська Федерація — 7 вересня 1988, місто Москва, Російська Федерація) — радянський діяч, голова виконавчого комітету Смоленської обласної ради депутатів трудящих, 2-й секретар ЦК КП(б) Узбекистану. Член Бюро ЦК КП Узбекистану (1949—1959). Кандидат у члени ЦК КПРС (1952—1961). Депутат Верховної Ради СРСР 1-го і 3—5-го скликань.

## Біографія
Народився в родині робітника-ткача. Закінчив трирічну сільську школу і переїхав до Москви.
З 1924 року працював за наймом, був учнем токаря і токарем на московських заводах імені Будьонного та імені Лепсе. У 1924 році вступив до комсомолу, був комсомольським активістом.
Член ВКП(б) з 1928 року.
У 1930—1931 роках — голова заводського комітету московського заводу імені Лепсе.
У 1931 — квітні 1936 року — завідувач організаційного відділу, секретар Сталінської районної ради міста Москви.
У квітні 1936 — серпні 1937 року — голова Первомайської районної ради міста Москви.
У 1937 року — голова Смоленської міської ради.
19 жовтня 1937 — січень 1940 року — в.о. голови виконавчого комітету Смоленської обласної ради.
У січні 1940 — 5 лютого 1945 року — голова виконавчого комітету Смоленської обласної ради депутатів трудящих.
У 1945—1948 роках — слухач Вищої партійної школи при ЦК ВКП(б).
У 1948—1949 роках — інспектор ЦК ВКП(б). У 1949 році — заступник уповноваженого ЦК ВКП(б) по Узбецькій РСР.
10 січня 1950 (фактично листопад 1949) — 10 вересня 1959 року — 2-й секретар ЦК КП Узбекистану.
У 1959—1963 роках — інспектор ЦК КПРС.
У 1963—1966 роках — член Партійної комісії при ЦК КПРС.
У 1966—1982 роках — член Комітету партійного контролю при ЦК КПРС.
З 1982 року — на пенсії в Москві.
Помер 7 вересня 1988 року в Москві. Похований на Троєкуровському цвинтарі Москви.

## Нагороди
- два ордени Леніна
- орден Жовтневої Революції
- орден Червоного Прапора (9.04.1943)
- орден Вітчизняної війни ІІ ст. (6.11.1985)
- орден Трудового Червоного Прапора
- медаль «За оборону Москви»
- медаль «Партизанові Вітчизняної війни» І ст.
- медаль «За перемогу над Німеччиною у Великій Вітчизняній війні 1941—1945 рр.»